# Fredrik Petersson (1828–1908)
Olof Fredrik Petersson (i riksdagen kallad Petersson i Möllstorp), född 17 juni 1828 i Algutsrums församling, Kalmar län, död 24 november 1908 i Algutsrums församling, var en svensk hemmansägare och riksdagspolitiker.
Fredrik Petersson var ägare till hemmanet Möllstorp i Algutsrums församling. I riksdagen var han ledamot av andra kammaren.